# Corinne (Utah)

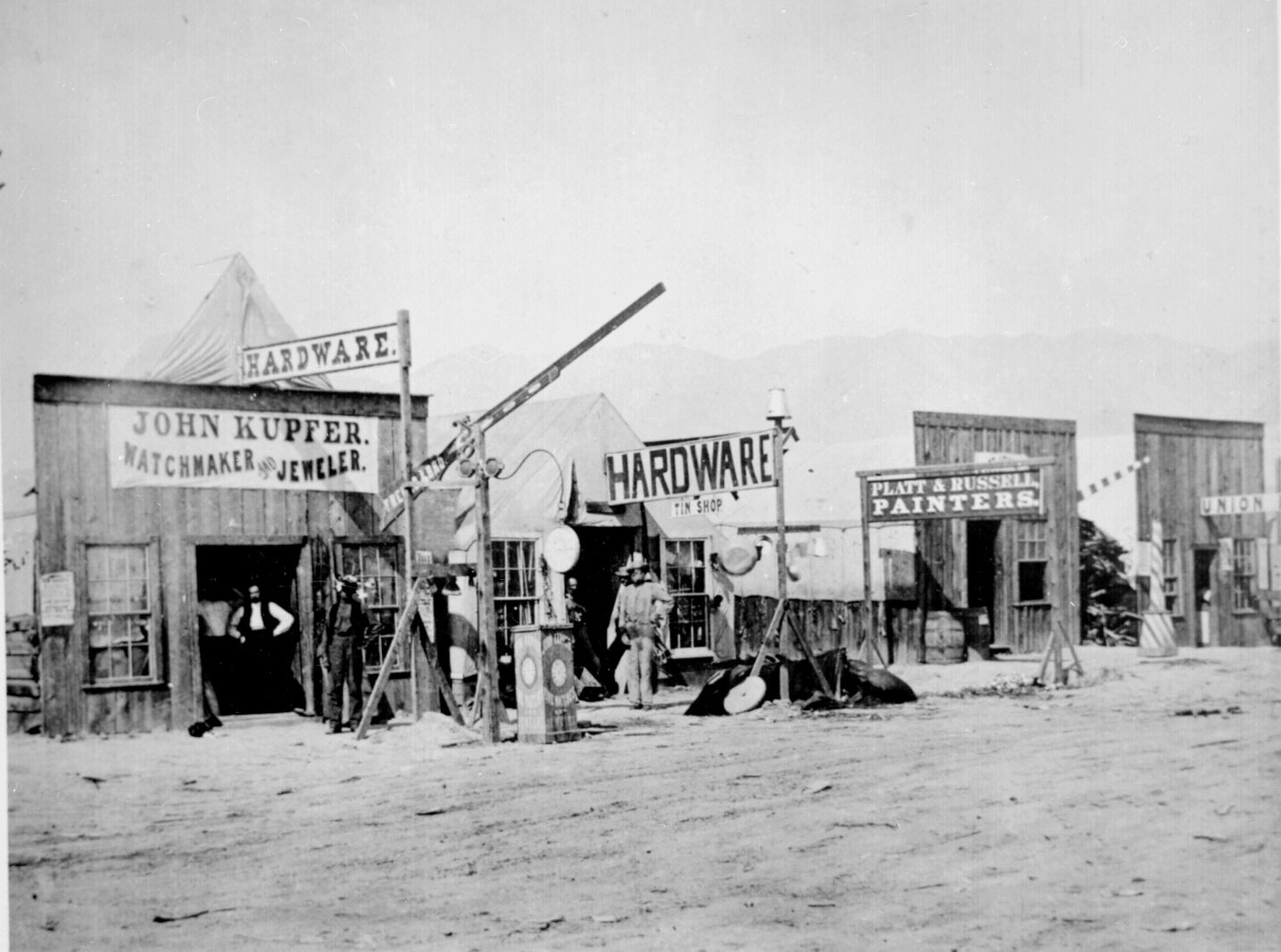
Vista de una calle en Corinne, 1869.

Corinne es una ciudad del condado de Box Elder, estado de Utah, Estados Unidos. Según el censo de 2000, la población era de 621 habitantes.

## Geografía
Corinne se encuentra en las coordenadas 41°32′55″N 112°6′50″O / 41.54861, -112.11389.
Según la oficina del censo de Estados Unidos, la ciudad tiene una superficie total de 9,5 km². De los cuales 9,3 km² son tierra y 0,2 km² están cubiertos de agua.

## Demografía
Según el censo de 2000, había 621 habitantes, 190 casas y 159 familias residían en la ciudad. La densidad de población era 67,0 habitantes/km². Había 208 unidades de alojamiento con una densidad media de 22,4 unidades/km².
La máscara racial de la ciudad era 89,86% blanco, 0,48% indio americano, 2,42% asiático, 0,32% de las islas del Pacífico, 5,96% de otras razas y 0,97% de dos o más razas. Los hispanos o latinos de cualquier raza eran el 8,21% de la población.
Había 190 casas, de las cuales el 46,3% tenía niños menores de 18 años, el 72,6% eran matrimonios, el 6,3% tenía un cabeza de familia femenino sin marido, y el 16,3% no eran familia. El 15,8% de todas las casas tenían un único residente y el 7,4% tenía sólo residentes mayores de 65 años. El promedio de habitantes por hogar era de 3,27 y el tamaño medio de familia era de 3,64.
El 34,3% de los residentes era menor de 18 años, el 10,3% tenía edades entre los 18 y 24 años, el 26,2% entre los 25 y 44, el 19,8% entre los 45 y 64, y el 9,3% tenía 65 años o más. La media de edad era 31 años. Por cada 100 mujeres había 101,6 hombres. Por cada 100 mujeres de 18 años o más, había 104,0 hombres.
El ingreso medio por casa en la ciudad era de 42.125$, y el ingreso medio para una familia era de 45.208$. Los hombres tenían un ingreso medio de 32.344$ contra 19.205$ de las mujeres. Los ingresos per cápita para la ciudad eran de 16.053$. Aproximadamente el 6,2% de las familias y el 8,5% de la población estaban por debajo del nivel de pobreza, incluyendo el 10,9% de menores de 18 años y el 12,9% de mayores de 65.
- Datos: Q482710
- Multimedia: Corinne, Utah / Q482710